# Źródło ciepła
Źródło ciepła – połączone ze sobą urządzenia lub instalacje służące do wytwarzania ciepła.
Obok sieci ciepłowniczej i odbiorników ciepła, jest jednym z trzech podstawowych elementów systemu wytwarzania, przesyłania i wykorzystywania ciepła. Służy do wytwarzania ciepła, a zamontowane w nim urządzenia mają zapewnić prawidłową i ciągłą współpracę z układem rozprowadzającym ciepło, w celu zaspokojenia potrzeb i oczekiwań odbiorców.

## Podział
Źródła ciepła można podzielić według różnych kryteriów, w zależności od tego w jakim celu dokonywany jest podział. w przypadku wskazania rodzaju energii pierwotnej, która w źródle ciepła przekształcana jest w ciepło, korzysta się z podziału źródeł ciepła ze względu na rodzaj paliwa. Wyróżnia się w ten sposób:
- Konwencjonalne źródło ciepła;
- Niekonwencjonalne źródło ciepła;
- Jądrowe źródło ciepła

W zależności od parametrów nośników ciepła, źródła ciepła można podzielić na:
- niskotemperaturowe;
- wysokotemperaturowe